# Erwarte nicht zu viel vom Ende der Welt
Erwarte nicht zu viel vom Ende der Welt (Originaltitel Nu aștepta prea mult de la sfârșitul lumii, internationaler englischsprachiger Titel Do Not Expect Too Much From the End of the World) ist eine Schwarze Filmkomödie von Radu Jude. In den Hauptrollen spielen Ilinca Manolache eine Produktionsassistentin einer Werbefirma, die in Bukarest zumeist für ausländische Auftraggeber tätig ist, Nina Hoss eine dieser Kundinnen, Ovidiu Pîrsan und Dorina Lazar. Die Premiere des Films erfolgte Anfang August 2023 beim Locarno Film Festival. Ende September 2023 kam der Film in die französischen und Ende Oktober 2023 in die rumänischen Kinos. Erwarte nicht zu viel vom Ende der Welt wurde von Rumänien als Beitrag für die Oscarverleihung 2024 als bester Internationaler Film eingereicht und erhielt im Rahmen des Premiilor Gopo 2024 zwei Auszeichnungen und eine Vielzahl weiterer Nominierungen.

## Produktion

### Regie und Drehbuch

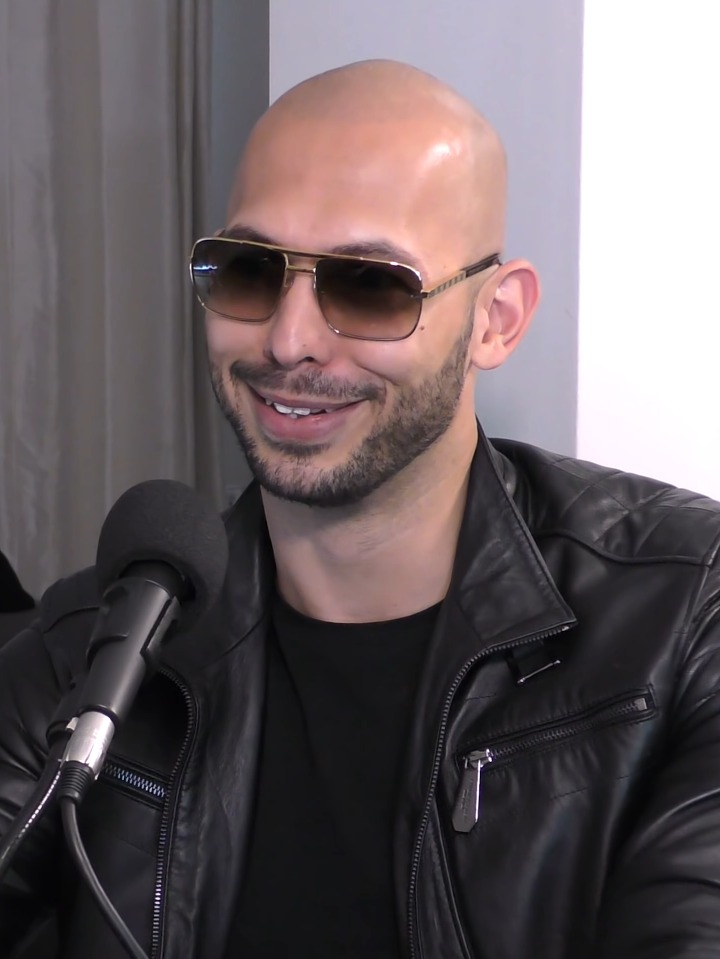
Angela parodiert Andrew Tate

Regie führte Radu Jude, der auch das Drehbuch schrieb. Der in Bukarest geborene Regisseur erklärte, er sei in einer Zeit nach der Revolution aufgewachsen, als viele ausländische Unternehmen nach Rumänien kamen, um Filme zu drehen, hauptsächlich wegen billiger Arbeitskräfte und des günstigen Zugangs zu Drehorten, wie es auch in seinem Film der Fall ist. Jude erhielt für seinen Film von Eurimages eine Produktionsförderung in Höhe von 150.000 Euro.
Die Protagonistin Angela parodiert im Film als Influencerin namens „Bobita“ bei Instagram Andrew Tate, der vor allem als Influencer durch soziale Medien Bekanntheit erlangte. Seine chauvinistischen und frauenfeindlichen Äußerungen führten wiederholt zu Kontroversen. Nachdem Andrew und Tristan Tate sowie zwei Frauen wegen des Verdachts auf Menschenhandel, Vergewaltigung und organisierte Kriminalität auf Anordnung der rumänischen Sonderstaatsanwaltschaft für organisierte Kriminalität und Terrorismus Ende Dezember 2022 in Tates Haus in Voluntari bei Bukarest festgenommen wurden, kam er zunächst für 30 Tage in Haft. Später wurde die Strafe in einen Hausarrest umgewandelt. Dieser endete durch Zufall am Tag der Premiere von Erwarte nicht zu viel vom Ende der Welt.

### Besetzung und Dreharbeiten
In den Hauptrollen spielen linca Manolache die Produktionsassistentin Angela Raducani und Nina Hoss ihre österreichische Kundin Doris Goethe, die für einen Videodreh nach Bukarest gekommen ist. In weiteren Rollen sind Dorina Lazar als Angela Coman, László Miske als Gyuri und Ovidiu Pîrsan zu sehen. Letzterer ist Laienschauspieler und erhielt im Film seine erste Rolle.  Er spielt einen Mann im Rollstuhl, den Angela für das Sicherheitsvideo für die deutsche Möbelfabrik zu seinem Arbeitsunfall interviewt.
Die Dreharbeiten fanden von Ende August bis Ende September 2022 in Bukarest statt. Der Film wurde größtenteils in Schwarzweiß gedreht. Als Kameramann fungierte Marius Panduru, mit dem Jude für alle seine vorherigen Filme zusammenarbeitete.

### Veröffentlichung
Die Premiere des Films erfolgte am 4. August 2023 beim Locarno Film Festival. Im September 2023 wurde er beim Toronto International Film Festival gezeigt. Ende September 2023 kam der Film in die Kinos im Vereinigten Königreich. Im Oktober 2023 wurde er beim London Film Festival, beim Reykjavik International Film Festival, beim New York Film Festival und beim Chicago International Film Festival gezeigt. Der Kinostart in Rumänien erfolgte am 27. Oktober 2023. Ab Ende Oktober 2023 wurde er beim AFI Fest und im November 2023 beim Mar del Plata Film Festival vorgestellt. Ab Ende Januar 2024 wurde er beim Göteborg Film Festival gezeigt. Am 22. März 2024 kam der Film in ausgewählte US-Kinos. Im Juni 2024 wurde er beim Sydney Film Festival und beim Transilvania International Film Festival vorgestellt.

## Rezeption

### Kritiken
Bei Metacritic erhielt der Film einen Metascore von 96 von 100 möglichen Punkten. Von den bei Rotten Tomatoes aufgeführten Kritiken sind 97 Prozent positiv bei einer durchschnittlichen Bewertung mit 8,5 von 10 möglichen Punkten.
Im IndieWire Critics Poll 2024 landete Erwarte nicht zu viel vom Ende der Welt auf dem zweiten Platz bei den internationalen Filmen.

### Auszeichnungen
Erwarte nicht zu viel vom Ende der Welt wurde von Rumänien als Beitrag für die Oscarverleihung 2024 in der Kategorie Bester Internationaler Film eingereicht. Bereits Judes frühere Filme Aferim!, Mir ist es egal, wenn wir als Barbaren in die Geschichte eingehen und Bad Luck Banging or Loony Porn wurden 2016, 2019 und 2022 von dem Land hierfür eingereicht. Im Rahmen der Premiilor Gopo 2024, dem rumänischen Filmpreis, wurde Radu Jude für das beste Drehbuch und Ilinca Manolache als beste Hauptdarstellerin ausgezeichnet und zudem erhielt Erwarte nicht zu viel vom Ende der Welt neun weitere Nominierungen.
Locarno Film Festival 2023
- Nominierung als Bester Film für den Goldenen Leoparden (Radu Jude)
- Auszeichnung mit dem Sonderpreis der Jury im Internationalen Wettbewerb (Radu Jude)
- Lobende Erwähnung beim Preis der Ökumenischen Jury[17][18]

Montclair Film Festival 2023
- Auszeichnung als Bester Film im Fiction Feature Competition (Radu Jude)[19]

National Society of Film Critics Awards 2025
- Runner-Up Bester fremdsprachiger Film
- Runner-Up Bestes Drehbuch (Radu Jude)
- Runner-Up Beste Hauptdarstellerin (Ilinca Manolache)[20]

Palm Springs International Film Festival 2024
- Auszeichnung mit dem FIPRESCI-Preis als Bester fremdsprachiger Film (Radu Jude)[21]

Pula Film Festival 2024
- Auszeichnung als Beste Hauptdarstellerin mit der Goldenen Arena (Ilinca Manolache)[22]

St. Louis Film Critics Association Awards 2024
- Runner-up in der Kategorie Bester internationaler Spielfilm[23]